# Откраднат живот
„Откраднат живот“ е български сериал на NOVA и втората медицинска драма в България (след „Клиника на третия етаж“). Осъществява се от екипа на Дрийм Тийм Филмс. Със своите 506 излъчени епизода, „Откраднат живот“ е вторият най-дълъг български сериал.
Сериалът е по всички правила на жанра. Поредицата проследява драматичните обрати в съдбите на главните герои, случващи се на фона на динамичното ежедневие в голяма градска болница. Историите на героите се преплитат с наситените с напрежение случаи от лекарската практика. Изненадващи обрати и интересни сюжетни линии, изпълнени с любов, предателство, приятелство и трудни рискови решения са основните двигатели на интригата.

## Развитие
„Откраднат живот“ започва на 8 март 2016 г. в праймтайма на NOVA. Краят на сезон 1 е на 2 юни. След успеха, който бележи, на 13 септември 2016 г. започва вторият сезон под надслов „Маските падат“, чийто последен епизод е излъчен на 14 декември. На 20 февруари 2017 г. сериалът продължава с пореден нов сезон – „Откраднат живот: Възмездието“, който е и най-дългият – 57 епизода. Той завършва на 26 май. Сезон 4 озаглавен „Откраднат живот: Чуждо тяло“ започва на 12 септември 2017 г. и завършва на 22 декември, а петият – „Критична точка“, стартира на 27 февруари 2018 г. и продължава до 29 май 2018 г. За първи път в историята на продукцията екип, актьори и фенове отбелязват финала със специална прожекция в „Дом на киното“.
Шести сезон стартира на 11 септември 2018 г. и завършва на 7 декември 2018 г. Седмият сезон стартира на 26 февруари 2019 г., а 8-мият сезон стартира на 10 септември 2019 г. Деветият сезон е излъчен през пролетта на 2020 г., а десетият през есента. Единадесетият сезон стартира на 23 февруари 2021 г.
За кратко време са заснети и излъчени до края на пети сезон 242 епизода, зад които стоят над 8700 снимачни часа и 12 000 сценарни страници. Освен участващите български звезди, в сериала взимат участие и над 1000 души в епизодични роли (лекари и пациенти), а сложните медицински казуси надвишават 300. В епизодите участват артисти от всички поколения и възрасти – както деца, така и актьори доайени.
Гласовете на феновете на сериала (10 608 гласували за него) му донасят Първа награда в категория „ТВ сериали“ сред продукциите на медията в първите награди „NOVA подкрепя българските филми“ 2018.
На 3 март 2021 г. е заснета последната сцена от сериала.

## Сезони
| Сезон | Сезон | Подзаглавие       | Време на излъчване | ТВ Сезон      | Епизоди | Премиера             | Финал               |
| ----- | ----- | ----------------- | --- | ------------- | ------- | -------------------- | ------------------- |
|       | 1     | няма              | вторник-четвъртък, 20:00 | 2016 (пролет) | 42      | 8 март 2016 г.       | 9 юни 2016 г.       |
|       | 2     | Маските падат     | вторник-четвъртък, 21:00 вторник-сряда, 21:00 (от 64 до 67 еп.)                                                                                      | 2016 (есен)   | 39      | 13 септември 2016 г. | 14 декември 2016 г. |
|       | 3     | Възмездието       | понеделник-петък, 20:00 (от 82 до 86 еп.) вторник-петък, 20:00 (от 87 до 138 еп.)                                                                    | 2017 (пролет) | 57      | 20 февруари 2017 г.  | 26 май 2017 г.      |
|       | 4     | Чуждо тяло        | понеделник-петък, 20:00 (от 186 до 190 еп.) вторник-петък, 20:00 (от 139 до 154 еп., от 182 до 185 еп.) вторник-четвъртък, 20:00 (от 155 до 181 еп.) | 2017 (есен)   | 52      | 12 септември 2017 г. | 22 декември 2017 г. |
|       | 5     | Критична точка    | вторник-петък, 20:00 | 2018 (пролет) | 52      | 27 февруари 2018 г.  | 29 май 2018 г.      |
|       | 6     | Анатомия на гнева | вторник-петък, 20:00 | 2018 (есен)   | 52      | 11 септември 2018 г. | 7 декември 2018 г.  |
|       | 7     | Любовта лекува    | вторник-четвъртък, 20:00 | 2019 (пролет) | 39      | 26 февруари 2019 г.  | 23 май 2019 г.      |
|       | 8     | Кръвни връзки     | вторник-петък, 20:00 | 2019 (есен)   | 52      | 10 септември 2019 г. | 6 декември 2019 г.  |
|       | 9     | Системата         | вторник-петък, 20:00 (от 386 до 401 еп., от 420 до 428 еп.) вторник-четвъртък, 20:00 (от 402 до 419 еп.)                                             | 2020 (пролет) | 43      | 25 февруари 2020 г.  | 22 май 2020 г.      |
|       | 10    | Антитела          | вторник-четвъртък, 20:00 | 2020 (есен)   | 39      | 8 септември 2020 г.  | 3 декември 2020 г.  |
|       | 11    | Финалът           | вторник-четвъртък, 20:00 | 2021 (пролет) | 39      | 23 февруари 2021 г.  | 20 май 2021 г.      |

## Актьорски състав
- Александър Алексиев – д-р Александър Василев, коремен хирург, син на проф. Иван Генадиев и Евгения Генадиева, разменен при раждането си с Калин Генадиев. (сезон 1 – 3, 8 – 10), гост в сезон 4.
- Димо Алексиев – д-р Калин Генадиев, коремен хирург, отгледан от проф. Иван Генадиев и Евгения Генадиева, разменен с Александър Василев при раждането си. (сезон 1 – 5, 8)
- Радина Думанян – д-р Биляна Захариева (сезон 1 – 4, 8), анестезиолог-реаниматор, дъщеря на доц. Захариев и Виолета, годеница на д-р Калин Генадиев – с. 1, съпруга на д-р Александър Василев – с. 2 – 8. Живее в Лондон.
- Стоян Алексиев – проф. Иван Генадиев – акушер-гинеколог, директор на болница „Св. Кирил“, съпруг на Евгения и баща на Калин (биологичен баща на Александър). Загива при автомобилна катастрофа на сватбата на Калин и Наталия. (сезон 1 – 3)
- Мария Каварджикова – Евгения Генадиева – съпруга на проф. Генадиев, майка на Калин (биологична майка на Александър), работи в социален отдел на болницата. (сезон 1 – 8; 10)
- Емил Марков – доц. Петър Захариев – акушер-гинеколог, съпруг на Виолета Захариева, баща на Биляна Захариева и Албена Войнова, по-късно съпруг на Галя Стилиянова. По-късно – директор на болница Св. Кирил – 5 сезон, акушер-гинеколог в „Св. Анастасия“ с. 7 (сезон 1 – 11)
- Йоана Буковска-Давидова – Виолета Захариева (сезон 1 – 4; 10), съпруга на доц. Захариев, майка на Биляна, молекулярен биолог, собственик на лаборатория, финансов директор на „Св. Кирил“ в с. 4. Замесена в продажба на бебета в 1 – 2 сезон. Умира от рак.
- Ралица Паскалева – д-р Галя Стилиянова – специализантка на доц. Захариев и по-късно негова съпруга, акушер-гинеколог в „Св. Кирил“/„Св. Анастасия“ (сезон 1 – 9)
- Дария Симеонова – Наталия Павлова – PR мениджър на болница „Св. Кирил“ и по-късно съпруга на д-р Калин Генадиев, дъщеря на д-р София Стаменова и съдия Велизар Ангелов. (сезон 1 – 5, 8)
- Янина Кашева – д-р Катя Кръстева – педиатър в болница „Св. Кирил“ – замесена с проф. Генадиев в размяната на Калин и Александър. От с. 7 работи в „Св. Анастасия“. Леля на д-р Нора Чилингирова (сезон 1 – 11)
- Васил Банов – проф. Георги Камбуров – кардиохирург, враг на проф. Генадиев. Умира от инфаркт в 3 сезон. (сезон 1 – 3, 8; 10)
- Юлиан Вергов – доц. Виктор Банков (сезон 4, 6 – 7) – директор на болница „Св. Кирил“ – 4 сезон, коремен хирург; анестезиолог-реаниматор
- Диана Димитрова – сестра Мая (сезон 1)/д-р Зорница Огнянова (сезон 4 – 11) – уролог в болница „Св. Кирил“, бивша приятелка на Банков, от с. 7 работи в „Св. Анастасия“; от сезон 10 съпруга на д-р Марио Ковачев; имат бебе, кръстено на покойния брат на Марио – Тони
- Мартина Вачкова – гл. м.с. Магда Жекова, осиновителка на Коко (сезон 1 – 11)
- Милена Живкова – доц. Елена Романова – шеф на отделение по коремна хирургия в болница „Св. Кирил“, от с. 7 – в „Св. Анастасия“ (сезон 1 – 11)
- Десислава Бакърджиева – д-р Лора Хинова, съпруга на доц. Мазов – 3 сезон – любовница на д-р Владов – 6 сезон; педиатър, съдов хирург. В сезон 11 загива в катастрофа. (сезон 1 – 11)
- Моню Монев – доц. Стефан Мазов (сезон 2 – 11) – съдов хирург в болница „Св. Кирил“, директор на „Св. Анастасия“ в 11-и сезон, съпруг на д-р Хинова. (сезон 1 – 11)
- Иво Кирков – Стефко, син на доц. Стефан Мазов и д-р Лора Хинова. (сезон 1 – 11)
- Луиза Григорова – д-р Вяра Добрева (сезон 3 – 4), коремен хирург в болница „Св. Кирил“, заминава за Швейцария. Персонаж със същото име има и в романа на Константин Константинов „Кръв“
- Наум Шопов-младши – д-р Борис Тасев (сезон 3 – 11) – коремен хирург в болница „Св. Кирил“; бивш приятел на Стилиянова и Добрева – 3 сезон. Има връзка с Ина Фотева – 5 – 6 сезон. Във връзка с д-р Нора Чилингирова – 9 сезон; директор и собственик на болница „Св. Анастасия“.
- Ернестина Шинова – д-р София Стаменова (сезон 2 – 9) – ортопед-травматолог в болница „Св. Кирил“ – майка на Наталия и Ана. За малко директор на болница „Св. Кирил“ – с. 5. От с. 7 – ортопед в „Св. Анастасия“. Директор по мед. част в „Св. Анастасия“ – с. 8 – 9.
- Александър Димов – д-р Владимир Владов, коремен хирург в болница „Св. Кирил“, любовник на д-р Хинова – с. 6. (сезон 1 – 6)
- Ангелина Славова – сестра Нина Ненева, старша сестра на Спешно отделение (сезон 1 – 11)
- Красимир Доков – Янко Василев (сезон 1), баща на Александър/ биологичен баща на Калин
- Даниел Рашев – Д-р Мартин Врабчев – анестезиолог-реаниматор в болница „Св. Кирил“ – приятел на д-р Стаменова, по-късно от с. 7 работи в „Св. Анастасия“ (сезон 1 – 11)
- Кирил Бояджиев – Йосиф (сезон 3 – 11) – получил помощ от доц. Мазов – по-късно санитар в болница „Св. Кирил“, от с. 7 – в „Св. Анастасия“
- Никола Мутафов - д-р Никола Пенев (сезон 1 - 11) Има връзка с д-р Кети Атанасова
- Цвятко Ценов – Мирослав Терзиев (сезон 1 – 2)
- Димитър Рачков-син – Коко, осиновен син на сестра Жекова (сезон 3 – 11)
- Дарин Ангелов – д-р Иван Генадиев (през 80-те)
- Йосиф Шамли – д-р Георги Камбуров (през 80-те)
- Александра Сърчаджиева – д-р Катя Кръстева (през 80-те) (сезон 1) / Габриела Димова, коремен хирург (сезон 11)
- Христина Апостолова – Евгения Генадиева (през 80-те)
- Евгени Будинов – Янко Василев (през 80-те, сезон 1) / д-р Емил Петмезов (сезон 8 – 11), бивше гадже на д-р Наков, шеф на гастроентерологията в болница „Св. Анастасия“.
- Веселин Ранков – Васил Аврамов Горанов, шофьор на линейка, годеник на Магда Жекова, арестуван на сватбата си за укриване на данъци. (сезон 4 – 5, 10 – 11)
- Велислав Павлов – д-р Марио Ковачев, лекар в болница „Св. Кирил“ – брат на Тони Ковачев, годеник на д-р Огнянова, директор на болница „Св. Кирил“ – с. 6. Коремен хирург в „Св. Анастасия“ – с. 8. Специалист по коремна хирургия и детска хирургия (сезон 5 – 6, 8 – 11)
- Димитър Захариев – д-р Антон Ковачев, рентгенолог в болница „Св. Кирил“ – 5 сезон, брат на Марио Ковачев. В сезон 9 става ясно, че е починал в Испания от усложнения, причинени от коронавирус.(сезон 5 – 6)
- Васил Бинев – Иво Фотев, бизнесмен, занимаващ се с търговия с оръжия, собственик на болница „Св. Кирил“ – 5 сезон. Съпруг на Ина Фотева. (сезон 5 – 7, 9 – 11)
- Ирина Митева – Ина Фотева, съпруга на Иво. (сезон 5 – 7; 10)
- Мариана Бонева – Ваня (сезон 4 – 5), украинка, сурогатна майка на детето на доц. Мазов и д-р Хинова, има ментални проблеми
- Теодора Кулева – д-р Албена Войнова, анестезиолог-реаниматор в болница „Св. Кирил“ (сезон 5 – 6), дъщеря на доц. Петър Захариев, приятелка на Тони Ковачев. (сезон 5 – 6)
- Владимир Пенев – проф. Асен Цонев, анестезиолог-реаниматор, директор на болница „Св. Кирил“ – 6 сезон, директор по мед. част в болница „Св. Анастасия“ (7 – 8 сезон), тъст на доц. Виктор Банков, баща на Ева, има връзка с д-р Катя Кръстева (сезон 6 – 11)
- Ана Пападопулу – Ева, дъщеря на проф. Асен Цонев и съпруга на доц. Виктор Банков. Умира в кома. (сезон 6)
- Владимир Карамазов – Христо Карагьозов, бивш лекар с отнети лекарски права на 2 инстанции от проф. Асен Цонев поради обвинение в лекарска грешка. Санитар в болница „Св. Кирил“. От сезон 7 коремен хирург в „Св. Анастасия“. Има връзка с Кая Райкова (сезон 6 – 9)
- Неда Спасова – Кая Райкова, операционна сестра в болница „Св. Кирил“/ „Св. Анастасия“. Студентка по медицина. Има връзка с Христо Карагьозов (сезон 6 – 9). Има връзка с д-р Хаджихристев (сезон 10 – 11)
- Радосвета Василева – Фани, майка на Кая Райкова (сезон 6, 10)
- Петър Милошев – Пепе, син на Христо Карагьозов (сезон 6 – 10)
- Дария Николова - Дарина, майка на Пепе (сезон 6 - 8) Умира в САЩ при стрелба в мол (сезон 8)
- Огнян Симеонов – заместник-министър Чакъров (сезон 6, 8)
- Тодор Танчев – адвокатът на Фотев (сезон 6 – 7)
- Дария Митушева – сестра Кирилова
- Теодора Духовникова – д-р Виктория Дамянова (сезон 6), неврохирург, има кратка връзка с доц. Банков, заминава за Франция
- Иван Юруков – д-р Деян Табаков (сезон 7 – 8), неврохирург в болница „Св. Анастасия“
- Гергана Стоянова – д-р Поли Грънчарова (сезон 7 – 11), анестезиолог-реаниматор в болница „Св. Анастасия“, има връзка с доц. Петър Захариев
- Мартин Герасков – д-р Орлин Грънчаров (сезон 7), психиатър и психотерапевт, има кратка връзка с д-р Стилиянова, бивш съпруг на д-р Грънчарова
- Симона Халачева – Мирослава Иванова (сезон 7 – 11)
- Любомира Башева – д-р Нора Чилингирова (сезон 8 – 11), гастроентеролог в болница „Св. Анастасия“, има връзка с д-р Тасев
- Здрава Каменова – д-р Кунка Атанасова (сезон 8 – 11), съдов хирург в болница „Св. Анастасия“, протеже на проф. Гочева
- Свежен Младенов – д-р Светослав Наков, невроофталмолог, оглавяващ също така Етичната комисия, за кратко директор на болница „Св. Анастасия“. (сезон 9 – 11), бивш приятел на д-р Петмезов (Евгени Будинов).
- Девора Уайлд – Юлия Боянова (сезон 9), PR на болница „Св. Анастасия“
- Филип Буков – д-р Владо Хаджихристев, уролог в болница „Св. Анастасия“. Има връзка със сестра Райкова (сезон 10 – 11)
- Яна Титова – Цвети, майката на Кари , има връзка с д-р Карагьозов (сезон 9 – 10)
- София Борисова – Кари (сезон 9 – 10)
- Миглена Стоева – Лилия Куртева, бивша съпруга на д-р Пенев (сезон 10 – 11)
- Станислава Ганчева – Мария, журналистка (сезон 6 – 11)
- Любомир Нейков – Димов, заместник-министър на здравеопазването, баща на Габриела Димова (сезон 11)
- Наталия Цекова – Надин (сезон 11)

### Гостуващи
- Петър Тосков – професор невролог
- Илайза Боун
- Марин Янев
- Стефан Мавродиев
- Пламена Гетова – проф. Славена Гочева, републикански консултант по съдова хирургия, майка на доц. Мазов
- Павел Владимиров
- Павела Апостолова – Ани, сестра на Наталия (с. 2, 3)
- Веселин Мезеклиев – Отровеният
- Росен Плосков – Кардиолог
- Христо Чешмеджиев
- Даниел Цочев – зам. министър Михайлов
- Антон Порязов
- Кристиян Фоков – Оперен певец
- Чавдар Монов
- Ева Волицер
- Светлана Смолева
- Стефан Иванов
- Мариана Станишева – мащехата на д-р Тасев
- Луизабел Николова
- Виктория Николова
- Димитър Рачков – бащата на Коко
- Надя Полякова
- Симеон Владов – доцент Мечев
- Нели Делева – Весилинова
- Василена Димитрова
- Николай Желев
- Бобо
- Димитър Димитров – Треньор по хокей
- Милена Атанасова – Баба
- Мина Костова – Майка
- Лидия Вълкова – Лелята на Йосиф
- Албена Ставрева
- Росен Михайлов
- Ивайло Герасков – Психолог
- Красимир Митов – Поетът
- Нели Чунчукова – пациентка нимфоманка
- Яна Огнянова
- Алена Вергова – Алиша
- Вълчо Камарашев
- Сава Пиперов
- Силвия Петкова
- София Кузева
- Стоян Любенов – Сводник на Кая
- Кирил Вълчев – Аспарух, приятел на Мазов
- Пламен Пеев – Здравко
- Марин Рангелов – Коста
- Богдана Трифонова – Ванчето
- Симеон Колев – Тодор
- Аня Пенчева[6]
- Добрина Гецова – Майка
- Светослав Пеев – Тъст
- Ирен Кривошиева
- Лидия Михова – Леля (сезон 8) / Влюбената баба (сезон 11)
- Досьо Досев – Лазар
- Емилия Радева – Кремена
- Мак Маринов – Атанас, атентаторът (сезон 10)
- Любомир Петкашев – д-р Иванов (сезон 10)
- Станислав Пищалов – Камен, баща на д-р Хаджихристев
- Иван Панев – Психолог
- Пейо Филипов – Пациент „Хиперплазия“
- Августина-Калина Петкова – Изнасилената пациентка
- Евтим Милошев – проф. Олег Недялков (сезон 11, еп. 39)
- д-р Денис Зия – себе си (сезон 11, еп. 39)
- Мария Вълдобрева – Стефи